# Lluís Recoder
Lluís Miquel Recoder i Miralles (Barcelona, 29 de septiembre de 1958) es un abogado y político español. Fue durante 13 años miembro del Congreso de los Diputados, exalcalde de San Cugat del Vallés y exconsejero de Territorio y Sostenibilidad de la Generalidad de Cataluña. Actualmente, ejerce la abogacía en los ámbitos del derecho urbanístico y medioambiental.

## Biografía
Licenciado en Derecho por la Universidad de Barcelona y especializado en derecho urbanístico. Militante de Convergència Democràtica de Catalunya (CDC) desde 1976, fue fundador de la Joventut Nacionalista de Catalunya (JNC), de la que fue secretario y presidente entre 1986 y 1991. Posteriormente fue presidente del Consell Nacional de la JNC y subsecretario de la Taula del Consell Nacional de CDC.
Fue jefe de la Sección de Adquisición del Suelo del Institut Català del Sòl (INCÀSOL) entre 1982 y 1986. Dejó este cargo para ser diputado por Convergencia i Unió (CiU) por la provincia de Barcelona en las elecciones generales de 1986, repitiendo en las tres siguientes legislaturas (1989, 1993 y 1996). Fue portavoz adjunto del grupo parlamentario catalán-CiU en el Congreso de los Diputados  
En 1999 fue elegido alcalde de San Cugat del Vallés y diputado en el Parlamento de Cataluña. Fue reelegido de ambos cargos en 2003. Dejó el escaño como parlamentario en 2006 para dedicarse plenamente a la política municipal. 
En las elecciones municipales de 2007 fue reelegido para un tercer mandato como alcalde de San Cugat, obteniendo la mayoría absoluta con 14 regidores. Con su victoria pasó también a ser vicepresidente quinto de la Diputación de Barcelona. Durante su mandato al frente del consistorio de San Cugat, el ayuntamiento del municipio vallesano fue declarado el más transparente de España dos años seguidos, según la ONG Transparencia Internacional.
Convertido en uno de los mayores pesos del poder municipal de CiU —su ciudad era la mayor de las gobernadas por la coalición—, formó parte de la Comisión para la Refundación del Catalanismo, impulsando la renovación en el discurso y la dirección del partido. A raíz de ello, en 2008 Artur Mas le ofreció un cargo en la ejecutiva de CiU como presidente de la Comisión Nacional de Política Municipal.
Regresa al Parlamento de Cataluña en las elecciones de 2010, siendo nombrado consejero de Territorio y Sostenibilidad tras la victoria de Artur Mas. Por este motivo, el 28 de diciembre de 2010 renunció al cargo de alcalde de San Cugat del Vallés para, un día después, recibir su cartera.
El 6 de marzo de 2013 anunció que tenía intención de renunciar a su escaño en el Parlamento de Cataluña.

## Obras publicadas
- Recoder, Lluís (2009). La llibertat com a resposta. Ara Llibres. ISBN 9788492552160.